# Teinosuke Kinugasa
Teinosuke Kinugasa (Japans: 衣笠貞之助) (Kameyama, 1 januari 1896 – Kioto, 26 februari 1982) was een Japans filmregisseur. Hij behoort tot de pioniers van de Japanse cinema en wordt beschouwd als stilistische wegbereider voor Akira Kurosawa en anderen.
Kinugasa werd geboren als Teinosuke Kogame. Hij liep als tiener van huis weg en begon in 1913 als leerling-acteur in Nagoya. In 1915 maakte hij zijn debuut als oyama-acteur. Toen de Japanse filmstudio's begin jaren '20 voor vrouwenrollen gebruik begonnen te maken van actrices schakelde Kinugasa over op regie. Hij debuteerde in 1922 als regisseur, met Niwa no kotori. Tot zijn bekendste vroege films behoort Kurutta Ippeiji ("Een bladzijde waanzin") uit 1926, een stomme film naar een scenario van Yasunari Kawabata. In een expressionistische opeenvolging van beelden zonder tussentitels schildert Kinugasa de subjectieve waarneming van de bewoners van een krankzinnigengesticht en de geschiedenissen die er spelen. Samen met zijn film Jujiro (1928) behoort Kurutta Ippeiji tot de weinige Japanse films uit de jaren '20 die bewaard zijn gebleven. Kinugasa vond de verloren gewaande film in 1971 terug in een schuurtje bij zijn huis. De film werd in 1982 opnieuw uitgebracht.
Na de Tweede Wereldoorlog regisseerde Kinugasa grote kostuumdrama's voor de Daiei-studio's. Nadat hij in 1953 op het filmfestival van Cannes al een eervolle vermelding had gekregen voor zijn film Daibutsu Kaigen, kreeg Kinugasa het jaar daarop de Gouden Palm voor zijn film Jigokumon (1953). De film won datzelfde jaar ook een Oscar voor beste buitenlandse film.
Kinugasa maakte in 1966 zijn laatste film. Hij overleed op 86-jarige leeftijd te Kioto, waar hij werd begraven bij de Tojiin tempel.

## Filmografie (selectie)
- Kurutta Ippeiji (1926)
- Jujiro (1928)
- Daibutsu Kaigen (1952)
- Jigokumon (1953)
- Onna Keizu Yushima no Hakubai (1955)
- Naruto Hichō (1957)
- Bara ikutabika (1957)
- Shirasagi (1958)